# Остролодочник Адамса
Остролодочник Адамса (лат. Oxytropis adamsiana) — вид растений рода Остролодочник (Oxytropis) семейства Бобовые (Fabaceae), растущий в арктической тундре, редколесьях и в высокогорьях на каменистых склонах, осыпях и галечниках.

## Ботаническое описание
Образует зелёные дерновинки. Цветоносы равны листьям или длиннее, белоопушённые, под соцветием с примесью чёрных волосков. Прилистники длинно оттянутые, с несколькими параллельными жилками, по краю с белыми щетинками и немногими головчатыми волосками, до половины длины приросшие к черешку. Листочки в числе 6—12 пар, эллиптические или ланцетно-продолговатые, заострённые, на обеих сторонах с прижатыми белыми волосками, зелёные.
Кисти головчатые, удлиняются к концу цветения. Нижние прицветники длиннее чашечки. Чашечка колокольчато-трубчатая, вверху косая, с короткими черноволосыми зубцами. Венчик малиново-фиолетовый, потом светлеющий. Флаг 15—20 мм длиной, с широким выемчатым отгибом. Остроконечие лодочки 0,5—1 мм длиной. Бобы яйцевидные или эллиптические, твёрдокожистые, с чёрными волосками и примесью белых, с узкой брюшной и зачаточной спинной перегородками. 2n=32, 48.

## Подвиды
- Oxytropis adamsiana subsp. adamsiana
- Oxytropis adamsiana subsp. erecta (Kom.) Kuvaev — Остролодочник прямой [syn.  Oxytropis erecta Kom.]
- Oxytropis adamsiana subsp. janensis Jurtzev — Остролодочник янский [syn.  Oxytropis janensis (Jurtzev) A.P.Khokhr.]